# Marko Andrijić
Marko Andrijić (Korčula, 15. stoljeće – ?, oko 1507.) bio je hrvatski graditelj i klesar.
Marko Andrijić, pripadnik je glasovite korčulanske graditeljske i klesarske obitelji Andrijić ( Andrija Marković, Petar Andrijić, Nikola Blažev, Josip Markov).
Sin je klesara Andrije Markovića. Oko 1470. godine u Dubrovniku osniva radionicu. Od 1474. godine u dubrovačkom dominikanskom samostanu gradi prema nacrtima B. Graziana kapelu svetog Vicka. U isto vrijeme sudjeluje na gradnji mosta na Pilama, gradskih vrata u luci, a za Knežev dvor radi stubište s ogradom.
Nakon 1480. odlazi u Korčulu. Ondje od 1481. do 1482. godine dovršava gradnju zvonika katedrale. Originalnom arhitektonskom koncepcijom Andrijić je zadivio korčulanske stanovnike koji su ga 1485. godine imenovali protomagistrom svih javnih gradnji u Korčuli – tada gradi kulu Ravelin i gradske zidine.
Korčulanskim zvonikom Marko Andrijić je stvorio prototip koji je postao uzor nizu dalmatinskih zvonika –od renesansnog franjevačkog zvonika u Hvaru do baroknih zvonika dubrovačkog i korčulanskog kraja. Pretpostavlja se da je konstrukcija Andrijićeve kupole kojom se zaključuje zvonik utjecala na Nikolu Firentinca za gradnju kupole šibenske katedrale.
Godine 1485. radi i svoje remek-djelo – ciborij glavnog oltara korčulanske katedrale s prizorima Navještenja. Nakon toga u Dubrovniku radi opremu za samostan Apostola i projektira zvonik franjevačkog samostana u Hvaru. Hvarski će zvonik dovršiti njegov brat Vlahuša – Blaž.
Sinovi Marka Andrijića su: Petar, Josip i Andrija). 